# Antoine Kambanda
Antoine kardinál Kambanda (* 10. listopadu 1958, Nyamata) je vysoký rwandský římskokatolický klerik. Od roku 2019 arcibiskup v Kigali, předtím sídelní biskup v Kibungu. Je členem Kongregace pro katolickou výchovu. Od 10. srpna 2022 je duchovním protektorem a generálním kaplanem orleánské obedience Vojenského a špitálního řádu svatého Lazara Jeruzalémského.

## Život

### Mládí a kněžství
Antoine Kambanda se narodil 10. listopadu 1958 ve Rwandě. Vzhledem etnickému násilí v zemi se jeho rodina záhy přestěhovala do Burundi a poté do Ugandy, kde vychodil základní školu. Následně se jeho rodina znovu přestěhovala do Keni, kde dosáhl středoškolského vzdělání. Později se vrátil do Rwandy, kde vstoupil do nižšího, a poté do vyššího kněžského semináře sv. Karla Boromejského v Butaré. 8. září 1990 byl vysvěcen na kněze papežem Janem Pavlem II.
Mezi lety 1990 až 1993 působil jako prefekt rwandského semináře. Od roku 1993 do roku 1999 studoval v římské Akademii sv. Alfonse, na níž dosáhl doktorátu morální teologie. Jeho rodiče a pět ze šesti sourozenců byli zavražděni v roce 1994 při rwandské genocidě.
Od roku 1999 působil jako ředitel diecézní charity v Kigali, a stal se profesorem morální teologie ve rwandském semináři. V září 2005 jej prefekt Kongregace pro evangelizaci národů kardinál Crescenzio Sepe jmenoval rektorem semináře v Kabgayi, a o necelý rok později rektorem v hlavním rwandském semináři v Nyakibandě.

### Biskup a kardinál
7. května 2013 jej papež František jmenoval diecézním biskupem v Kibungu. O pět let později byl jmenován arcibiskupem v Kigali. Dne 25. října 2020 papež oznámil během modlitby Anděl Páně, že jej jmenuje kardinálem.  Kardinálská kreace proběhla dne 28. listopadu 2020 v římské bazilice sv. Petra.  Jeho titulárním kostelem se stala bazilika sv. Sixta. Od října 2021 je také členem Kongregace pro katolickou výchovu.
10. srpna 2022 byl velmistrem orleánské obedience Vojenského a špitálního řádu svatého Lazara Jeruzalémského Janem Josefem Dobrzenským jmenován duchovním protektorem a generálním kaplanem řádu.

## Ocenění
- Duchovní Velkokříž řádu sv. Lazara